# Степанцево
Степанцево (рос. Стёпанцево) — селище у В'язниківському районі Владимирської області Російської Федерації.
Входить до складу муніципального утворення Степанцевська сільрада. Населення становить 2221 особу (2010).

## Історія
Населений пункт розташований на землях фіно-угорського народу мещери.
Від 10 квітня 1929 року належить до В'язниковського району. Спочатку у складі Івановської промислової області, а від 1944 року — Владимирської області.
Згідно із законом від 16 травня 2005 року входить до складу муніципального утворення Степанцевська сільрада.

## Населення
| 1859  | 1905  | 1926 | 1959 | 1970  | 1979  | 1989  |
| ----- | ----- | ---- | ---- | ----- | ----- | ----- |
| 74    | ↗187  | ↗558 | ↗892 | ↗2997 | ↗3178 | ↗3440 |
| 2002  | 2010  |      |      |       |       |       |
| ↘2808 | ↘2221 |      |      |       |       |       |